# GSS Keravnos Nikozija
GSS Keravnos, punim imenom Γυμναστικός Σύλλογος Στροβόλου Κεραυνός (Gymnastikós Sýllogos Strovólou Keravnós),  je košarkaški klub iz ciparskog glavnog grada Nikozije. Osnovan je 1964. kao košarkaška momčad u sastavu sportskog društva Keravnos.

## Uspjesi
FIBA Eurokup Challenge
- Finalist: 2007.

Prvenstvo Cipra
- Prvak: 1989., 1997., 2000., 2001.
- Doprvak: 1998., 2002., 2003., 2004., 2005.

Kup Cipra
- Pobjednik: 1987., 1997., 1998., 1999., 2005., 2006.

Superkup Cipra
- Pobjednik: 1999., 2000.

## Poveznce
- www.keravnosbc.com/